# Schwarzburg
Schwarzburg település Németországban, azon belül Türingiában. Lakosainak száma 510 fő (2023. december 31.).

## Népesség
A település népességének változása:
| Lakosok száma | 557  | 550  | 501  | 492  | 510  |
|               | 2017 | 2019 | 2021 | 2022 | 2023 |